# Paratettix obliteratus
Paratettix obliteratus är en insektsart som beskrevs av Bei-bienko 1951. Paratettix obliteratus ingår i släktet Paratettix och familjen torngräshoppor.

## Underarter
Arten delas in i följande underarter:
- P. o. obliteratus
- P. o. iranicus